# Amlaíb d'Escòcia
Amlaíb mac Illuilb, ? - 977, va ser Rei d'Escòcia. Fou un dels tres fills de Illulb mac Custantín, i un membre de la doc clan Áeda meic Cináeda, una branca de la dinastia Alpin. L'avi patern de Amlaíb tingut fortes connexions amb el territori de Dublín, i hi ha proves que suggereixen que Illulb i Amlaíb són noms d'origen en antics nòrdics. Si el nom Amlaíb és una forma de la gaèlic nom escandinau, podria indicar que la seva mare va ser membre de la Uí Ímair, i possiblement net de Amlaíb Cuarán o Amlaíb mac Gofraid.
Després de la mort de Illulb en el 962, el rei d'Alba, va ser presa per Dub mac Maíl Coluim, un membre del clan Custantín meic Cináeda, una branca de distància de la Alpin. Aquest rei ràpidament va tenir l'oposició del germà de Amlaíb, Cuilén, que va prendre el tron per si mateix en el 966. Cuilén i l'altre el fill de Illulb van ser assassinades en el 971, després que el tron va ser pres pel germà de Dub, Cináed mac Maíl Choluim. Segons les fonts irlandès, Cináed va matar Amlaíb en 997.
| Predecessor: Cuilén | Rei d'Escòcia 971 - 976 – 977 | Successor: Kenneth II |